# Skrzeczyk średni
Skrzeczyk średni (Trichopsis schalleri) – gatunek słodkowodnej ryby z rodziny guramiowatych (Osphronemidae). Hodowana w akwariach.

## Występowanie
Północna Tajlandia i Laos.

## Opis
Stosunkowo spokojna ryba, która może być trzymana w dużym akwarium wielogatunkowym. W zbyt małym zbiorniku staje się agresywna. Nie jest polecana początkującym akwarystom. Samce wykazują niewielką agresję w okresie tarła. Wydają dźwięki przypominające pomruki. Wymagają zbiornika gęsto obsadzonego roślinami, również pływającymi, z licznymi kryjówkami wśród korzeni i kamieni. Dorastają do ok. 5 cm długości. 
Dymorfizm płciowy: samce mają dłuższe płetwy.
| Zalecane warunki w akwarium | Zalecane warunki w akwarium      |
| --------------------------- | -------------------------------- |
| Zbiornik                    | średni                           |
| Temperatura wody            | 24–28 °C                         |
| Twardość wody               | miękka do średnio twardej 2–18°n |
| Skala pH                    | 6,0–7,5                          |
| Pokarm                      | żywy, mrożony i w płatkach       |